# Стиплз, Эдди
Эдди Стиплз (англ. Eddie Steeples) — американский актёр, продюсер, режиссёр и сценарист. Снялся в известном американском телесериале «Меня зовут Эрл» в роли Дарнелла Тёрнера. А также известен по его роли «Rubberband Man» в рекламных роликах компании OfficeMax.

## Биография
Эдди Стиплз родился 25 ноября 1973 года в Техасе и он был старшим из восьми детей. Он вырос в религиозной семье, его отчим был проповедником. С детства Эдди хотел стать актёром, поэтому его мать не удивилась, когда он объявил о своих планах учиться актёрскому мастерству. Получив аттестат зрелости в Клэйн Оак Школе (Klein Oak High School) в 1992, Стиплз переехал в Санта Круз (Santa Cruz), где брал уроки актёрского мастерства в общественном колледже. Переехав в Нью-Йорк, Стиплз стал членом музыкальной хип-хоп группы «No Surrender». Несколько лет он гастролировал с группой, писал тексты, сценарии, — но никому не показывал написанное.
В Нью-Йорке Эдди снялся в нескольких картинах экспериментальной киностудии MoFreek Production, но ни славы, ни больших денег эти роли ему не принесли. Также он приглашался гостем на популярную комедийную программу Шоу Крисa Рока (The Chris Rock Show). Известность Стиплзу принесли рекламные ролики компании OfficeMax. До появления в сериале «Меня зовут Эрл», Эдди Стиплз сыграл в четырёх фильмах, но настоящее признание пришло к нему после роли Дарнелла «Крабовщика» Тёрнера.
На счету Стиплза уже более 20 ролей в фильмах и сериалах, он написал сценарии 2 фильмов, выступил продюсером четырёх лент и снял одну картину.

## Фильмография

### Актёрские работы
| Год       |   | Русское название                    | Оригинальное название         | Роль                       |
| --------- | - | ----------------------------------- | ----------------------------- | -------------------------- |
| 2005—2009 | с | Меня зовут Эрл                      | My name is Earl               | Дарнелл Тёрнер (Крабовщик) |
| 2006      | ф |                                     | The Best of Robbers           |                            |
| 2007      | ф |                                     | When Is Tomorrow              | Рон                        |
| 2010—2014 | с | Воспитывая Хоуп                     | Raising Hope                  | Эпизодическая              |
| 2012      | ф | Один дома 5: Праздничное ограбление | Home Alone: The Holiday Heist | Хьюз, напарник Синклера    |
| 2012      | ф | Что бы вы сделали…                  | Would You Rather              | Кэл                        |
| 2017—2018 | с | Гостевая книга                      | The Guest Book                | Эдди                       |

### Режиссёрские работы
| Год  |   | Русское название | Оригинальное название | Роль |
| ---- | - | ---------------- | --------------------- | ---- |
| 2006 | ф |                  | The Best of Robbers   |      |

### Сценарист
| Год  |   | Русское название | Оригинальное название | Роль |
| ---- | - | ---------------- | --------------------- | ---- |
| 2006 | ф |                  | The Best of Robbers   |      |
| 2007 | ф |                  | When Is Tomorrow      |      |